# Gran Inquisidor (Star Wars)
El Gran Inquisidor, presentado simplemente como El Inquisidor y también conocido como el Maestro de la Inquisición, es un personaje ficticio de la franquicia Star Wars. Creado por Dave Filoni, basado en un concepto de personaje de Star Wars y Dark Empire Sourcebooks, se le presenta como el principal antagonista de la primera temporada de la serie animada Star Wars Rebels (2014-2018), en la que es interpretado en voz por Jason Isaacs. Sin embargo, el personaje fue reconfigurado más tarde para ser uno de los Guardias del Templo Jedi enmascarados vistos en Star Wars: The Clone Wars (2008-2014; 2020), lo que la convierte canónicamente en su primera aparición.
Siendo un miembro de la especie Pau'an, el Gran Inquisidor se desilusiona con la Orden Jedi debido a las acciones del Consejo Jedi durante las Guerras Clon, y finalmente deserta de la misma durante la Orden 66, uniéndose al Imperio Galáctico. Entrenado por Darth Vader junto con los otros Inquisidores, tiene la tarea de cazar a todos los Jedi sobrevivientes en toda la galaxia, una misión que finalmente lo pone en conflicto con el Padawan Jedi Kanan Jarrus, el líder de una célula rebelde en el planeta Lothal. Tras su derrota ante Jarrus, el Gran Inquisidor opta por suicidarse para evitar el castigo de Vader por su fracaso. Más tarde, su espíritu redimido, conocido como El Centinela, ayuda a Jarrus a completar su entrenamiento Jedi en el templo de Lothal, para convertirse en un Caballero Jedi, antes de ser esclavizado por los Sith como Guardia del Templo una vez más.
Además de la serie animada, el personaje aparece en la serie de cómics de 2017-2018 de Marvel Comics Star Wars: Darth Vader: Dark Lord of the Sith, escrita por Charles Soule, y en la serie de Disney+ de 2022 Obi-Wan Kenobi, escrita por Joby Harold y dirigida por Deborah Chow, ambas precuelas que lo muestran liderando a los Inquisidores en la búsqueda de otros Jedi, como Obi-Wan Kenobi. El personaje también reaparece en el decimocuarto volumen de Star Wars de 2020 (también escrito por Soule), una historia secuela en la que su espíritu de la Fuerza se enfrenta a Luke Skywalker en combate.
La actuación de Isaacs como el Gran Inquisidor recibió una recepción crítica positiva, lo que generó interés en que retome su papel en producciones de acción real en Disney+. Finalmente, Rupert Friend fue elegido como el Gran Inquisidor, interpretando al personaje en su primera aparición de acción real en Obi-Wan Kenobi.

## Concepto y creación
El concepto de Gran Inquisidor se originó en el Star Wars Sourcebook de 1987 de Bill Slavicsek y Curtis Smith, donde se menciona de pasada la muerte de "Torbin, el Gran Inquisidor". En el Dark Empire Sourcebook de 1993 de Michael Allen Horne y Carol Hutchings, se escribió un resumen del papel de Torbin y la Inquisición Sith tal como lo concibieron Slavicsek y Smith: portadores de la Fuerza afiliados a los Sith (pero no a los Sith mismos) que cazan Jedi a instancias de Darth Sidious siguiendo la Orden 66. Después de que otro Gran Inquisidor, Ja'ce Yiaso, fuera incluido como antagonista del paquete de expansión Jump to Lightspeed de Star Wars Galaxies, una sucesión de Grandes Inquisidores que lideran el Inquisidor se introdujeron en la serie de novelas Star Wars: The Last of the Jedi, escrita por Jude Watson de 2005 a 2008 y ambientada entre Star Wars: Episodio III - La venganza de los Sith y Episodio IV - Una nueva esperanza; estas obras (y muchas otras) fueron rebautizadas como Star Wars Legends y convertidas en no canónicas en 2014 por Lucasfilm tras la compra de la empresa por parte de Walt Disney Corporation, con una nueva versión del grupo, inicialmente encarnado por un Inquisidor solitario (con la voz de Jason Isaacs) basado visualmente en "Torbin, el gran inquisidor", reingresando al canon en la serie de televisión animada en 3D de 2014 Star Wars Rebels, creada por Dave Filoni, Simon Kinberg y Henry Gilroy, y descrita como una "figura intimidante" y "Cazador de Jedi" activo durante el mismo período de tiempo que la serie de libros, diseñado para evitar ser una "copia al carbón" de Darth Vader o Darth Maul con un "aspecto de criatura, aterrador y de pesadilla".
Conocido simplemente como "El Inquisidor" en la primera temporada, el personaje es rebautizado póstumamente como "El Gran Inquisidor" en la segunda temporada y todos los medios posteriores que presentan al personaje, donde sus antiguos subordinados, los Inquisidores, compiten para ver quien lo sucederá como líder del grupo, estableciendo que el grupo tenga una "sensibilidad acólita y monástica en la que se los despoje de sus nombres, pero saben, en orden, cuál es".

### Caracterización y representación
El Gran Inquisidor es interpretado en voz por Jason Isaacs en las dos primeras temporadas de la serie animada de Disney XD Star Wars Rebels (2014-2018).  A pesar del interés de Isaacs en retomar el papel en la acción en vivo, Rupert Friend fue elegido para interpretar al Gran Inquisidor en imagen real en la miniserie de Disney+ Obi-Wan Kenobi (2022).

## Apariciones

### Series de televisión

#### The Clone Wars(2008-2014; 2020)
En octubre de 2015, Dave Filoni reveló que el Gran Inquisidor había aparecido por primera vez en Star Wars: The Clone Wars, aunque la audiencia que lo miraba no lo sabía. En una conferencia de prensa posterior para promocionar el final de la segunda temporada de Star Wars Rebels, "El crepúsculo del aprendiz", Filoni confirmó que el personaje había aparecido previamente en el final de la quinta temporada de The Clone Wars, "The Wrong Jedi", como uno de los Guardias del Templo Jedi que escoltaba a Ahsoka Tano del Templo y llevó a Barriss Offee a juicio ante Palpatine (después de que el episodio de Rebels "Shroud of Darkness" lo estableciera como un exguardia del Templo Jedi). El discurso de Barris sobre la culpabilidad del Consejo Jedi en las Guerras Clon y la injusticia que enfrentó Ahsoka hace que el futuro Gran Inquisidor comience a cuestionar las acciones de la Orden Jedi, lo que finalmente lo lleva a perder toda fe en la Orden y unirse al Imperio.

#### Rebels(2014-2016)
En la primera temporada de Rebels (2014-2015), el pau'an conocido como "El Gran Inquisidor" aparece por primera vez en la apertura fría extendida del estreno de la serie "La chispa de la rebelión", donde Darth Vader lo ordena en nombre del Emperador para cazar a "los niños sensibles a la Fuerza" además de los supervivientes Jedi de la Orden 66 que había estado cazando, después de que el Emperador hubiera previsto que uno de esos niños podría ser responsable de su propia derrota. Después de enterarse de la existencia de Kanan Jarrus y Ezra Bridger, el Gran Inquisidor elige personalmente cazar a los dos Jedi, reclutando al Agente Imperial Kallus para que lo ayude a capturar a los rebeldes en su compañía. Después de fallar en hacerlo varias veces, el Inquisidor finalmente logra capturar a Kanan. Lo tortura y lo interroga sobre el paradero de los rebeldes, pero es en vano, lo que lleva al Gran Moff Tarkin a sugerir que lo lleven a Mustafar, donde se encuentra el castillo de Vader. En el final de la primera temporada "Fire Across the Galaxy", Kanan es rescatado por Ezra, y los Jedi se involucran en un duelo con sables de luz con el Inquisidor, quien deja cicatrices en Bridger. Después de ser derrotado por Kanan, el Gran Inquisidor se suicida al permitirse caer en el núcleo de un reactor que explota después de que Kanan se niega a matarlo, ya que temía el castigo de Vader por su fracaso.
En la segunda temporada de Rebels (2015-2016), se revela en "Siempre hay dos" que la muerte del Gran Inquisidor en provocó que sus antiguos subordinados, los Inquisidores, compitieran para tomar su posición anterior como líder, cada uno buscando cazar a Kanan debido a que él lo ha derrotado. En "Shroud of Darkness", el espíritu redimido del Gran Inquisidor (convocado por Yoda), ahora conocido como El Centinela, se le aparece a Kanan en el Templo Jedi en Lothal, se revela que una vez fue miembro de la Guardia del Templo, y un Caballero Jedi caído. Después de derrotar a Kanan en un combate con sables de luz y ayudarlo a darse cuenta de que no puede proteger a Ezra de "todo" para siempre, el Centinela llama a Kanan un Caballero Jedi antes de llamar a los espíritus de otros Guardias del Templo para obstaculizar a los Inquisidores "Quinto Hermano" y "Séptima Hermana" en su persecución de Kanan, Ezra y Ahsoka Tano, quienes se sorprenden al ver el espíritu de su antiguo líder enfrentándose a ellos en combate.

#### Obi-Wan Kenobi(2022)
En febrero de 2022, se anunció que Rupert Friend había sido elegido para interpretar al Gran Inquisidor en la serie limitada de acción real Obi-Wan Kenobi, ambientada cinco años antes de Star Wars Rebels y diez años después de Star Wars: The Clone Wars y Star Wars: Episodio III – La venganza de los Sith.
En la serie, El Gran Inquisidor, junto con el Quinto Hermano y Reva Sevander, la Tercera Hermana, buscan a cualquier Jedi restante que puedan encontrar y llegan a Tatooine, donde ejecutan a Neri, un joven humano que se reveló como un Jedi fugitivo después de usar la Fuerza para salvar a un civil en una cantina. Más tarde, en el planeta Daiyu, el Gran Inquisidor está furioso al descubrir que Reva ha secuestrado a Leia Organa, una joven princesa de Alderaan para usarla como cebo para sacar a Obi-Wan Kenobi de su escondite. Eventualmente, Reva se enfrenta a Kenobi en una bahía de carga antes de que pueda escapar con Leia en un transbordador. El Gran Inquisidor llega justo antes de que Reva se enfrente a Kenobi y le ordena que se retire, para que él mismo pueda tener a Kenobi. Enojada porque se atribuiría el mérito de la captura de Kenobi, Reva empala al Gran Inquisidor en el estómago con su sable de luz, aunque esto le permite a Kenobi escapar con Leia. Creyendo que el Gran Inquisidor ha sucumbido a su herida, Reva atribuye su muerte a Kenobi cuando más tarde informa a Darth Vader. Vader descarta al Gran Inquisidor por no tener importancia y le ofrece a Reva su puesto anterior si logra encontrar a Kenobi. Después de rastrear a Kenobi y a un grupo de refugiados sensibles a la Fuerza hasta el planeta Jabiim, Vader le otorga a Reva el título de Gran Inquisidor. Sin embargo, se revela que el Gran Inquisidor original sobrevivió a la traición de Reva, atribuida a su sed de venganza, y retoma su posición como líder de los Inquisidores después de que Vader hiere mortalmente a Reva cuando intenta asesinar al Señor Oscuro.

### Literatura

#### Ahsoka(2016)
En la novela Ahsoka de 2016, el Gran Inquisidor envía a un miembro de su Inquisitorio, el Sexto Hermano, a la luna agrícola de Raada para investigar las afirmaciones de una líder desconocida de la resistencia sensible a la Fuerza, Ahsoka Tano, después de que el Imperio se entera de su presencia. En el epílogo, después de enterarse de la muerte del Sexto Hermano a manos de Ahsoka al viajar a Raada, el Gran Inquisidor se va para informar a Darth Vader que habían encontrado evidencia de otro sobreviviente de la Orden 66, sin saber su identidad.

#### Darth Vader: Dark Lord of the Sith(2017-2018)
En la serie de cómics de 2017-2018 Star Wars: Darth Vader: Dark Lord of the Sith, ambientada inmediatamente después de los eventos de The Clone Wars y Star Wars: Episode III – Revenge of the Sith, Darth Sidious recluta a la antigua Guardia del Templo como Gran Inquisidor de los Inquisidores, salvándolo de la Orden 66, prometiéndole al ex Caballero Jedi la oportunidad de leer los secretos de los Archivos Jedi, que la bibliotecaria Jedi Jocasta Nu le había ocultado. Semanas más tarde, después de encontrar al Darth Vader recién armado en los archivos, el Gran Inquisidor lo confunde con un Jedi y Vader confunde al Gran Inquisidor con otro aprendiz secreto de Sidious, la pareja comienza a batirse en duelo, antes de que Vader dañe el sable de luz del Gran Inquisidor y Sidious interrumpe el duelo y lleva a Vader al cuartel general de la Inquisición para reunirse con los demás inquisidores. Algún tiempo después, Nu, habiendo permanecido escondida en la biblioteca, se enfrenta al Gran Inquisidor al encontrarlo revisando los archivos, quien casi la mata antes de que Vader intervenga y la detenga; después de que Nu revela la identidad de Vader como Anakin Skywalker a los clones cercanos, Vader los mata a todos (luego a Nu) para evitar que esta información se haga pública, dejando al Gran Inquisidor que observa en secreto asombrado por su poder. Durante los años siguientes, el Gran Inquisidor es entrenado por Vader y lidera a los Inquisidores en la caza de varios sobrevivientes Jedi, mientras Vader luego purga a los disidentes dentro de las filas de la Inquisición, declarando su eterna lealtad al Señor Oscuro de los Sith.

#### Force Collector(2019)
En la novela para adultos jóvenes de 2019 Force Collector, ambientada en algún momento antes de los eventos de Star Wars: The Force Awakens, un niño sensible a la Fuerza, Karr Nuq Sin, descubre el antiguo sable de luz del Gran Inquisidor, y en consecuencia experimenta visiones de sí mismo como el Gran Inquisidor persiguiendo y matar a los Jedi, antes de tener una visión de enfrentarse a sí mismo. Al confiar en su bisabuelo, Naq Med, Karr se entera de que él era el Padawan Jedi al que se enfrentaba el Gran Inquisidor, después de haber dejado la Orden Jedi años antes de las Guerras Clon para formar una familia. A pesar de esto, fue rastreado por el Imperio después de la Orden 66, que envió al Gran Inquisidor a matarlo. Naq Med logró romper el sable de luz del Gran Inquisidor durante su duelo y huyó al planeta Pam'ba, donde vivió el resto de su vida en paz, lejos de su familia para garantizar su protección.

#### "The Orphanage" (2020)
En el cuento de 2020 "The Orphanage" de la colección Dark Legends, una "historia de fantasmas" en el universo de continuidad ambigua, un Jedi sobreviviente Kira Vantala y un refugiado llamado Elish impiden que el Gran Inquisidor se lleve a niños sensibles a la Fuerza de un orfanato en el planeta Gaaten, antes de huir del planeta, para nunca volver.

#### The Destiny Path(2020)
En el decimocuarto volumen de 2020 de la serie de cómics Star Wars de Marvel, The Destiny Path, ambientada inmediatamente después de los eventos de The Empire Strikes Back, se revela que el espíritu del Gran Inquisidor, ahora ardiendo eternamente en las llamas que lo consumieron, ha estado atrapado desde entonces en el planeta Tempes del Borde Exterior por Darth Vader, sirviendo como guardián sobre un puesto de avanzada Jedi abandonado de la era de la Alta República. Cuando Luke Skywalker llega al templo en busca de un antiguo sable de luz, después de haber perdido el suyo, se encuentra y se enfrenta al Gran Inquisidor, derrotándolo. Vader llega poco después y expresa su disgusto por el fracaso del Gran Inquisidor. Antes de irse, el Gran Inquisidor le pregunta a Vader si existe alguna posibilidad de que pueda ser liberado, solo para ser despedido, ya que Vader llama al Gran Inquisidor una "herramienta" para sus propios fines. Lamentándose por su destino, el Gran Inquisidor habla de cómo "hay cosas peores que la muerte" mientras se desvanece entre las llamas.

### Juegos de vídeo
El Gran Inquisidor también aparece en varios videojuegos de Star Wars, como se describe a continuación:
- El Gran Inquisidor es un antagonista en el ahora desaparecido juego Star Wars Rebels: Recon Missions, lanzado por Disney Mobile en iOS, Android y Windows Store, un juego de plataformas de desplazamiento lateral y correr y disparar.
- El Gran Inquisidor se representa como un cerdo en Angry Birds Star Wars II, en su conjunto de niveles Rebels.[22]
- El Gran Inquisidor es un personaje complementario coleccionable para el videojuego Disney Infinity 3.0 de juguetes que cobran vida.
- El Gran Inquisidor es uno de los varios personajes adicionales disponibles como contenido descargable para Lego Star Wars: The Force Awakens, como parte del paquete de personajes de Star Wars Rebels.
- El Gran Inquisidor aparece en el MOBA móvil Star Wars: Force Arena como un líder de escuadrón jugable del Lado Oscuro.
- Si bien no aparece en persona ni es escuchado por el jugador, la Inquisidora Novena Hermana habla con el Gran Inquisidor en Star Wars Jedi: Fallen Order.
- El Gran Inquisidor es un personaje desbloqueable en el juego de rol por turnos Star Wars: Galaxy of Heroes, como el último de los seis personajes Inquisidor presentados a principios de 2022 que deben desbloquearse con los otros cinco.
- El Gran Inquisidor es un personaje jugable adicional disponible como contenido descargable para Lego Star Wars: The Skywalker Saga, como parte del paquete de personajes de Obi-Wan Kenobi.

## Comercialización
Hasbro lanzó una figura de acción de 3,75 pulgadas (9.5 cm) del Gran Inquisidor como parte de su serie de figuras Rebels Saga Legends en 2013 y 2014, antes del estreno de la serie Star Wars Rebels.